# Helige ärkeängeln Gabriels kyrka, Zablaće
Helige ärkeängeln Gabriels kyrka (serbisk kyrilliska: Црква Светог архангела Гаврила; latinska: Crkva Svetog arhangela Gavrila) är en serbisk-ortodox kyrkobyggnad belägen i byn Zablaće, i staden Čačak i den statistiska regionen Šumadija och västra Serbien, i Serbien.
Kyrkan är helgad åt ärkeängeln Gabriel och tillhör det serbisk-ortodoxa stiftet Žičas stift.

## Historik
Helige ärkeängeln Gabriels kyrka i Zablaće började byggas år 1869 och stod klar 1875.

## Bilder

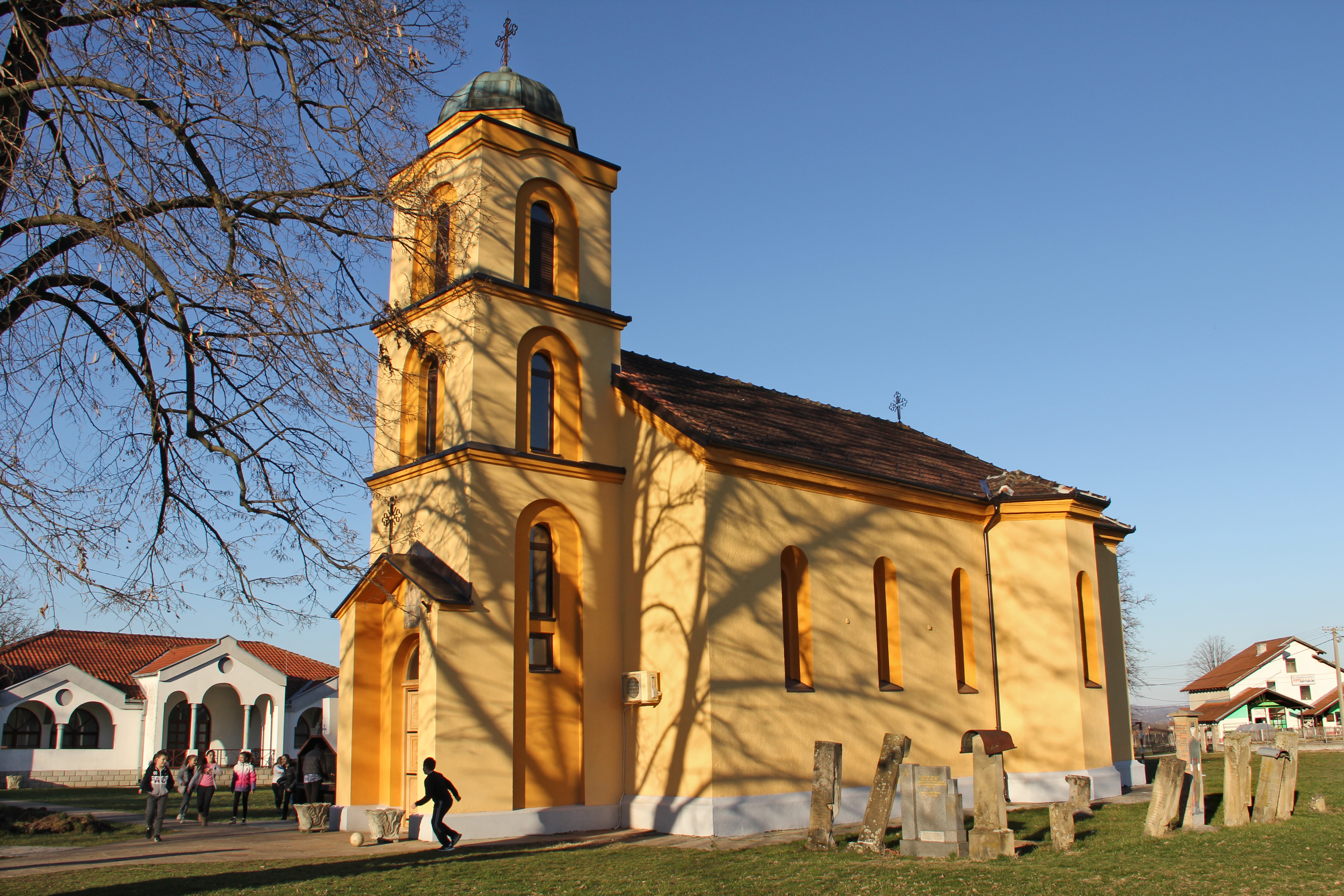
Framsidan.
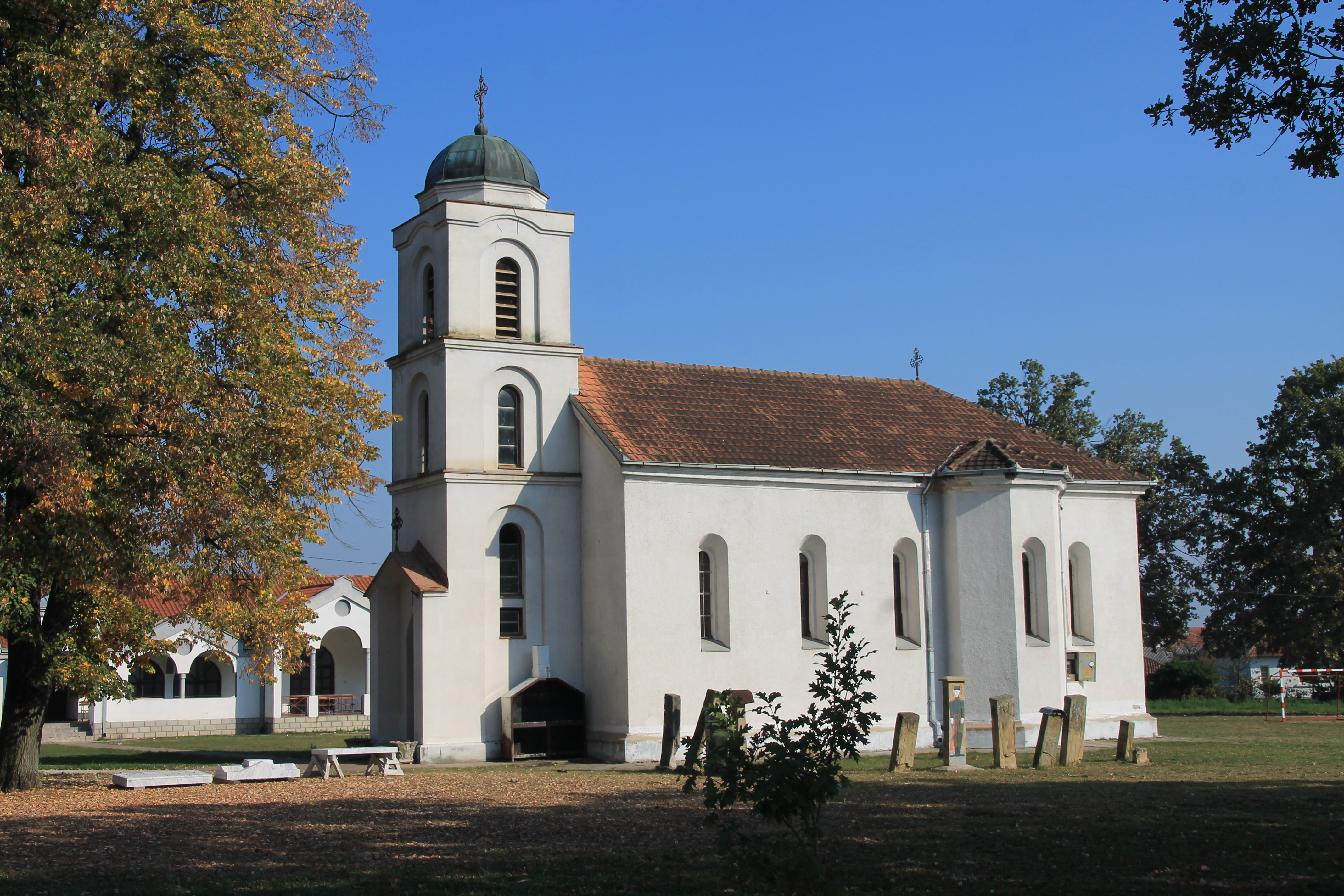
Kyrkan i vit färg (oktober 2018).